# Igreja Evangélica Presbiteriana do Nepal
A Igreja Evangélica Presbiteriana do Nepal ( IEPN ) ou Igreja Presbiteriana Evangélica do Nepal (IPEN) - em Inglês Evangelical Presbyterian Church of Nepal - é uma denominação reformada presbiteriana no Nepal, constituída em 1999 pelo missionário da Igreja Presbiteriana na Coreia (HapDong) Dr. Yakub Yeonjeong Kim.

## História
Em 1999, o Rev. Dr. Yakub Yeonjeong Kim, missionário presbiteriano coreano, mudou-se para o Nepal e iniciou a plantação de igrejas. A partir do crescimento do número de membros, pastores locais foram ordenados e organizada a Igreja Presbiteriana Evangélica do Nepal (IPEN).
Entre 2005 e 2013, o Rev. Sangam KC foi o moderador da denominação. Depois disso, o Rev. Hemraj Jarga Magar tornou-se o moderador da denominação.
Em 2015, a denominação recebeu ajuda de organizações internacionais para a reconstrução de igrejas destruídas no Sismo do Nepal de 2015.

## Relações inter-eclesiásticas
A denominação tem boas relações com as Igrejas Reformadas Nepalesas (IRN) e com a Igreja Presbiteriana Livre Aashish do Nepal (IPLAN). Em 2013, em uma cerimônia de ordenação de pastores da IPEN, pastores das IRN e IPLAN foram convidados.